# Nélore
Pour les articles homonymes, voir Nellore.
La nélore, ou nellore, aussi appelée vache-zébu ou boeuf-zébu, est une race bovine brésilienne, sous-groupe de Bos taurus indicus L., élevée pour sa viande.
C'est la race majoritaire dans les élevages bovins du Brésil, un des pays parmi les plus grands producteurs et exportateurs de viande de boeuf dans le monde.

## Histoire
La présence de zébus de race Ongole est attestée pour la première fois au Brésil en 1868, lorsqu'un bateau venant d'Inde et faisant route vers l'Angleterre fait escale à Salvador de Bahia. Il transporte des bovidés Ongole et deux têtes de ce bétail sont vendues dans le port. Dix ans plus tard, en 1878, un éleveur de Rio de Janeiro, Manoel Ubelhart Lemgruber, acquiert un autre couple de ces zébus auprès du zoo de Hambourg, en Allemagne. 
La race Nélore n'a jamais existé en Inde, le nom est créé au Brésil, au départ pour désigner l'origine géographique du bétail ongole, dans l'Andhra Pradesh. Il deviendra ensuite le nom générique des bovidés développés en Amérique du Sud à partir de la race Ongole, souvent par croisement avec des races européennes de bovidés.
Le cheptel de Nélore se développe progressivement au Brésil, d'abord à Rio de Janeiro et Bahia, puis au Minas Gerais, atteignant Uberaba en 1875. C'est à Uberaba que le livre généalogique de la race Nélore est créé en 1938.
À partir des années 1950, une lignée de Nélore acères (sans cornes) est développée. Elle produit des taureaux reproducteurs destinés à transmettre le gène acère dominant à la génération F. Les cheptels sont à 85 à 90 % sans cornes, mais bénéficient d'un bagage génétique hétérozygote.
Vers 1950 également, l’Argentine lance son propre programme de sélection pour la race «Nelore Argentino». 
La Nélore est aussi exportée aux Etats-Unis où elle devient une des races progénitrices de la Brahmane.
Dans les années 1960, 20 puis 64 zébus ongole sont encore autorisés à l'exportation de l'Inde vers le Brésil. Les importations sont stoppées en 1964 pour des raisons sanitaires. Ces importations seront déterminantes dans l'expansion du cheptel de bovins brésiliens dans les décennies suivantes.
En 1965, le Brésil comptait 160 millions de bovins. En 1995, sur 160 millions de têtes de bétail au Brésil, 100 millions étaient des Nélore. Les autres races à viande élevées au Brésil sont les races Brahmane, Cangaiam, Gir, Gir Mocho, Guzerã, Indu-brasil, Sindi et Tabapuã. 
Dans les années 1970, la Nélore devient la race phare du Brésil, éclipsant les races taurines qui deviennent très minoritaires. En race pure ou en croisement, elle colonise le plateau central et le sud amazonien.
Les trois-quarts des bovins appartiennent à des élevages spécialisés, les fazendeiros, et la moitié de la production relève de grandes exploitations de plus de 500 hectares.
Depuis les années 1980, des programmes de sélection génétique améliorent la race pour une meilleure adaptation aux conditions climatiques tropicales et une productivité accrue.
Dans les décennies suivantes, des millions de Nélores sont élevés en Amérique, essentiellement au Brésil, mais aussi en Colombie, en Bolivie, au Paraguay, au Mexique et aux États-Unis. Par rapport aux races européennes, également importées en Amérique du Sud, le Nélore se révèle une race à viande particulièrement adaptée aux zones tropicales humides. Il prend de la masse rapidement pour une alimentation à bas coût. 
Paradoxalement, alors que l’Ongole, dans sa version améliorée de la Nélore, s’établit avec succès dans plusieurs pays en Amérique du Nord et du Sud, aux Caraïbes, en Asie du Sud-Est, en Australie et en Afrique, sa population subit un énorme déclin dans sa région d’origine, la partie côtière de l’Andhra Pradesh, où les cheptels sont de moins bonne qualité que ceux du Brésil.
En 2024, selon les données du ministère de l’agriculture brésilien, sur 238 millions de têtes du cheptel du pays, 190 millions, soit 80 %, sont des Nélore.
Le Brésil est le plus grand exportateur de boeuf du monde et exporte environ 30% de sa production. En 2023 il a exporté 3,35 millions de tonnes de boeuf. Les prévisions sont de 3,4 millions de tonnes pour 2024.

## Nom
Lorsque les premiers bovidés Ongole sont importés de l'Andhra Pradesh au Brésil, ils sont nommés Nellore, du nom de leur district d'origine en Inde. Le nom s'écrit avec deux "l" en anglais aux États-Unis, mais au Brésil, il s'écrira Nelore, le second "l" n'étant pas nécessaire dans la langue portugaise. En français, il s'écrit Nélore.
Nellore est parfois utilisé comme synonyme de la race Ongole d'Inde, mais il désigne généralement les lignées issues de croisements avec du bétail européen élevés au Brésil. Le nom de vache zébu ou boeuf zébu est également employé.

## Morphologie
La race Nélore porte une robe de couleur uniforme, généralement blanche, parfois grise, mais qui peut aussi être tachetée de gris, ou parfois de nuances de rouge, jaune ou noir. 
La peau, le museau et le bout de la queue sont de couleur noire. La queue est longue. La peau noire et épaisse recouverte d'un pelage clair serré et brillant protège la race contre les piqûres d'insectes.
La gueule est grande, un trait génétique des Nélore qui augmente la capacité à brouter les pâturages et se traduit par une prise de poids accrue.
Les cornes sont plus courtes chez les taureaux que chez les vaches. Elles sont épaisses et foncées, ovales en coupe transversale, et se projettent dans une direction latérale chez les mâles et vers le haut de la tête chez les femelles. Elles peuvent être totalement absentes à l'état naturel. Ce dernier type sans cornes est largement favorisé dans l'élevage par croisements.
La Nélore porte les signes distinctifs des zébus, à savoir une bosse sur le garrot, ici en forme caractéristique de « noix de cajou », plus développée chez le mâle, et une peau lâche, le fanon, qui pend sous le cou. 
Dans cette race, le fanon est développé et grand, en moyenne 34 à 39 cm de long, avec des plis du cou et du fourreau pendants chez les taureaux.
Les oreilles des Nélore se distinguent des autres races de zébus car elles sont rarement pendantes, mais plutôt courtes et horizontales, aux extrémités en fer de lance et toujours tournées vers l’avant, avec des mouvements vifs.
À l'âge de 36 mois, les femelles peuvent atteindre dans les 570 kg et les mâles plus de 790 kg.
Les femelles adultes mesurent en moyenne 165 centimètres de long pour une hauteur de 155 centimètres et un poids pouvant allant jusqu'à 800 kilogrammes. Les taureaux adultes mesurent en moyenne 177 centimètres de long pour 170 centimètres de haut et un poids pouvant allant jusqu'à une tonne.

## Aptitudes

### Élevage
La Nélore est reconnue pour ses qualités d'élevage.
- Efficacité de reproduction : les reproducteurs ont une bonne longévité.
- Vêlage : le vêlage est rendu aisé par la forme du bassin et le faible poids des veaux (26 à 28kg)[19]. La vache vêle seule et le veau est vigoureux. L'élevage peut être mené sans grande présence humaine, réduisant les coûts de production.
- Qualités maternelles : la Nélore est attentionnée avec son petit. Les pis courts facilitent la tétée et sont peu sensibles aux maladies[20].
- Docilité : les Nélore sont des animaux vifs mais dociles.
- Efficacité alimentaire : elle accepte les pâturages maigres, plantés d'espèces coriaces et résistantes à la sécheresse. Elle peut passer plusieurs jours sans boire, et accepte les périodes de disette grâce à sa caractéristique zébu liée à la réserve d'énergie située dans sa bosse. faculté de récupération de son poids.
- Même s'ils n'atteignent pas le poids des bovins de races européennes, les jeunes Nélore avec finissage en parcs d'engraissement feed lots grandissent vite, rendant leur élevage rentable.

### Résistance
- Résistance à la chaleur : sa peau largement plissée présente une grande surface corporelle par rapport au corps lui permettant de bien supporter la chaleur. Sa peau noire au poil clair, permet une réflexion de la lumière atténuant l'absorption de la chaleur.  Les poils sont plus épais en hiver et plus long en été, ce qui améliore la protection de l'épiderme. Les taureaux Nélore ont des poils plus courts, plus larges et plus épais qui lui permettent d'évacuer la chaleur plus facilement[21].
- Ses glandes sudoripares sont deux fois plus grandes et 30% plus denses que celles des races bovines européennes. Le métabolisme lent de la Nélore la protège contre la surchauffe et lui permet de se nourrir moins souvent. Son tractus digestif est 10% moins long que celui des bovins de type taurus[22] et elle présente moins de ballonements[23].
- Résistance aux insectes : sa musculature sous-cutanée bien développée lui permet d'éliminer les insectes en secouant son pelage et en agitant son fanon. Les caractéristiques du pelage empêchent ou rendent difficile la pénétration des petits insectes à la surface de la peau. La peau foncée est fine et résistante et produit une sécrétion huileuse répulsive pour les insectes, qui s'intensifie avec la chaleur[22]. La résistance aux tiques et aux maladies véhiculées par la tique bleue asiatique (Rhipicephalus microplus (en)) est meilleure chez les bovins Bos indicus que les bovins Bos taurus et des études ont montré que cette résistance est due à des facteurs génétiques. Les bovins Nélore sont notamment plus résistants aux tiques que les bovins issus de croisements Angus et Nélore[24].

### Qualité de la viande
La Nélore de race de Bos indicus est développée exclusivement pour la production de viande. 
La viande de zébu Nélore est, d'une manière générale, moins tendre et moins marbrée que celle du boeuf Bos taurus, la rendant moins attractive auprès des consommateurs. 
Cependant, il s'agit d'un élevage rustique pour une viande bon marché qui reste leader sur le marché intérieur brésilien comme à l'étranger. Certains marchés asiatiques comme la Chine, préfèrent même une viande maigre, peu ou non marbrée, pour leur plats traditionnels. Malgré une hausse des croisements de Nélore avec des races de boeufs européennes pour améliorer la tendreté et le gras, l'élevage et la production de carcasses dans le centre-ouest et le nord du Brésil restent essentiellement dominés par la race Nélore.
Un croisement à hauteur de 50% ou plus de Bos indicus avec des races bovines Bos taurus donne une viande significativement moins tendre que les croisements ou le zébu représente moins de la moitié de l'apport génétique.
Ainsi, le croisement de Nélore à hauteur de 3/8 avec des races bovines améliore la qualité bouchère de la viande, notamment la tendreté.
Une augmentation de la qualité bouchère de la viande de Nélore est procurée par une amélioration des profils génétiques des animaux. 
Le finissage à grande échelle dans des parcs d'engraissement avec des aliments à forte teneur en concentrés permet également d'augmenter la croissance de la carcasse, le dépôt de graisse de finition et d'obtenir un persillage de la viande.

## Génie génétique
Entre 1870 et 1962, pas moins de 6 262 bovins Ongole ont été officiellement envoyés au Brésil afin de créer la race brésilienne des Nélore. 
Alors que les bovins indiens sont des animaux mixtes, viandeux et laitier, les Nélore sont élevés pour leur viande.
En 2003, des producteurs de Nélore sélectionnent en Inde des Ongole dont la génétique est plus favorable à la production de viande. 4 taureaux et 35 vaches sont importés au Brésil ainsi que 2 300 embryons d'Ongole indien, donnant naissance à 275 bovins. Cette nouvelle série d'animaux importés d'Inde au début des années 2000 est à l’origine d'une sélection génétique renouvelée des Nélore brésiliens. L’évolution de la  race est accompagnée par l’Association  brésilienne  des  créateurs  de  Zebu (ABCZ).  Cette sélection renouvelées a donné lieu à la création d'une terminologie propre. 
On distingue plusieurs groupes parmi les bovins Nélore brésiliens. 
Les PO (Puro de Origem/Pur d'Origine) ont une généalogie dont l'enregistrement de l'historique des lignées dans des registres certifie la pureté de la race.
Les POI (Puro de Origem Importados/Origine importée pure), bénéficient d'une protection de la génétique venue d’Inde et sont considérés à ce titre comme « originaux », leur lignée indienne étant intacte.
La lignée LEI (Livro Especial de Importação/Livret d'importation spéciale) regroupe les animaux ayant bénéficié d'amélioration de la race via des programmes d'amélioration génétique.
Les « Nellore  PO », d'origine "pure" optimisés génétiquement pour la production de viande sont appelés « la nouvelle sélection génétique du Nélore brésilien », en opposition au groupe rustique de « Nellore Carabranca », qui n'ont pas subi de sélection génétique majeure.
Un programme d'amélioration génétique de la race, le PMGZ (Zebu Genetic Improvement Program) surveille l'évolution génétique de 3 600 troupeaux dans le pays. Au-delà du simple suivi de l'évolution du poids des animaux, ces programmes réalisent un suivi génétique des animaux dans les troupeaux afin d'évaluer leur potentiel génétique et de sélectionner des animaux pour la reproduction selon des critères précis. Cette sélection doit augmenter la fréquence des gènes favorables et réduire le taux de gènes indésirables dans les troupeaux.
Le suivi et la sélection génétique s'inscrivent dans un contexte global d'amélioration des troupeaux et de la rentabilité de l'élevage. Ils cherchent notamment à améliorer la fertilité, sélectionner les animaux les plus précoces, augmenter la valeur marchande des animaux testés, augmenter la prise de poids et la production de lait, réduire les intervalles entre les générations, baisser l'âge d'abattage des animaux, améliorer la qualité de la viande et du lait, réduire le coût de production par animal, améliorer le ratio  coût/bénéfice, optimiser les ressources des exploitations, augmenter la rentabilité.
Le 21 juin 2023, une vache de la race Nelore, Mara (Viatina-19 FIV Mara Imóveis), est devenue la vache la plus chère du monde. Elle a été vendue 4,38 million de dollars à une vente aux enchères à Arandú, São Paulo, Brésil. C'est trois fois le prix du record de vente précédent selon le Livre Guiness des records.
Cette vache née en janvier 2019 à la ferme Nelore Mara Moveis à Nova Iguaçu de Goiás au Brésil pèse 1,1 tonnes à l'âge de 53 mois, soit le double du poids moyen d'une vache de sa race.
Ces animaux d'élite ne sont pas destinés à l'abattoir. Leurs ovules et leur sperme sont recueillis pour créer des embryons fécondés artificiellement et implantés dans des vaches porteuses, contrôlant ainsi toute la chaîne génétique des troupeaux.
Il faut débourser 250 000 dollars pour pouvoir bénéficier de quelques ovules de la supervache Viatina-19.
Comme les États-Unis, le Brésil est à la pointe de l'ingénierie génétique dans l'élevage bovin, mais c'est le pays qui réalise le plus de fécondations in-vitro dans le monde. 
En 5 ans, Mara a changé plusieurs fois de propriétaires, elle est possédée depuis septembre 2019 par différents consortiums qui possèdent chacun des parts variables de cette super-vache.
En juin 2023, elle devient la propriété à parts égales de trois entreprises Casa Branca Agropastoril, Agropecuaria Napemo et HRO.

## Filière
La qualité de la race Nélore est suivie au Brésil par l'Associação Brasileira dos Criadores de Zebu (ABCZ). L'association, basée dans l'Uberaba enregistre chaque année plus de 600 000 bovins zébus au Brésil et entretient la plus grande base de données du monde de cette race avec plus de  12 millions d'animaux répertoriés.
Les éleveurs et sélectionneurs de Nélore sont appelés des Neloristas.
Des Circuits de qualité de Nellore évaluent chaque année des dizaines de milliers de carcasses de viande de la race, issus de centaines d'élevage du Brésil, de Bolivie et du Paraguay.
À travers l'Association Bolivienne des Éleveurs de Cebu (ASOCEBU) fondée en 1974, la Bolivie se positionne comme producteur et exportateur de viande de qualité mais aussi de reproducteurs et matrices à haute valeur génétique. Parmi les races de zébus élevés, elle enregistre des pédigrees de Nelore et Nelore Mocho (sans cornes). En 2022, une vache Nelore bolivienne, Sasha, réalise un record de ventes au Brésil en dépassant le million de dollars aux enchères de la foire Exponel Avaré. 
En 2023, la Bolivie exporte des bovins de race Nélore vers le Brésil, mais aussi vers plusieurs pays de la région, dont la Colombie, le Paraguay, l'Équateur et l'Argentine. La Bolivie compte également exporter les produits de sa génétique vers le Panama, le Costa Rica, le Honduras et le Guatemala.
L'Association Colombienne des Éleveurs de Zébus AsoCebú Colombia créée en 1946 est une organisation à but non lucratif pour le développement et l'amélioration génétique des races de zébus Brahman, Gyr, Guzerá et Nelore et leurs croisements. 
Les premiers spécimens de la race Zébu arrivent en Colombie en 1913, importés par Don Adolfo Held. En 1927, des animaux de pure race Nélore, quatre vaches et un taureau sont importés du Brésil. En 1956, le troupeau constitué compte plus de 15 000 animaux tant purs que croisés. 
De nouveaux exemplaires de race Nélore sont importés en Colombie dans les années 1980 en provenance du Brésil. La race pure a été développée, notamment pour des croisements entre zébus. Cependant la race brahmane étant devenue prépondérante avec les années, les élevages de Nelore tendaient à disparaître en Colombie. 
Dans les années 2000, plusieurs fermes élèvent du Nélore pur en utilisant les biotechnologies de reproduction pour créer des lignées de spécimens génétiquement évalués, afin de garantir un avenir à la race en Colombie.

## Impact sur l'environnement
La viande de bœuf du Brésil, essentiellement issue de bœufs zébus Nélore, est, de loin, la première responsable de la déforestation en Amazonie et du Cerrado,.
Trois multinationales brésiliennes de l'agroalimentaire, JBS, Marfrig Alimentos et Minerva Foods, réalisent environ 70 % des exportations de bœuf du pays. Elles doivent s’assurer que leurs fournisseurs de viande ne sont pas impliqués dans de la déforestation illégale. Mais certains éleveurs réalisent des opérations de blanchiment et déplacent, avant l'abattage, leurs animaux d’une ferme « sale », liée à la déforestation illégale, à une ferme « propre », sans déforestation. 
En 2020, le correspondant du Guardian Dom Phillips, en partenariat avec Repórter Brasil et The Bureau of Investigative Journalism, révèle un exemple concret de cette pratique en documentant une complicité entre la multinationale JBS et un éleveur sanctionné pour déforestation illégale.
Le journaliste, qui vivait au Brésil depuis 2007 et avait consacré ses derniers articles à l’industrie de la viande, est assassiné le 5 juin 2022 en Amazonie en même temps que l’expert des populations indigènes Bruno Pereira.
Dans son dernier article pour le Guardian, daté de mars 2021, Dom Phillips rappelait qu’une grande partie de l'objectif de la firme JBS, à savoir atteindre zéro émission nette de gaz à effet de serre d’ici à 2040, pouvait être atteinte si « JBS mettait fin à la déforestation menée par ses fournisseurs en Amazonie ».Le travail du reporter est repris après sa mort par un consortium de journalistes réuni par Forbidden Stories. Cette nouvelle investigation confirme que, pour répondre à la demande croissante de la Chine, mais aussi de l’Europe, les trois multinationales sur lesquelles Dom Phillips enquêtait prennent toujours le risque de s’approvisionner auprès de fermes qui procèdent à des déforestations illégales. Une analyse réalisée par l’institut de recherche AidEnvironment et financée par The Bureau of Investigative Journalism, permet au consortium Forbidden Stories d'évaluer dans quelle mesure les exportations de bœuf brésilien participent à la déforestation amazonienne.  
L'investigation montre qu'en 6 ans, entre 2016 et 2022, pas moins de 17 000 kilomètres carrés de terres ont été déforestés dans les zones, précisément, où s’approvisionnent vingt-deux des plus gros abattoirs parmi les trente situés en Amazonie brésilienne et autorisés à exporter. Ces abattoirs sont ceux ayant le plus exporté ces dernières années vers l’Union européenne, le Royaume-Uni et la Chine. Ils sont tous détenus par les trois multinationales du bœuf : JBS, Minerva et Marfrig.
Dans les projections sur l'impact des accords du Mercosur, le zébu Nelore est considéré par l'Europe comme le fer de lance de la colonisation de l’espace amazonien et du Cerrado par la déforestation.